# Систематика перепончатокрылых

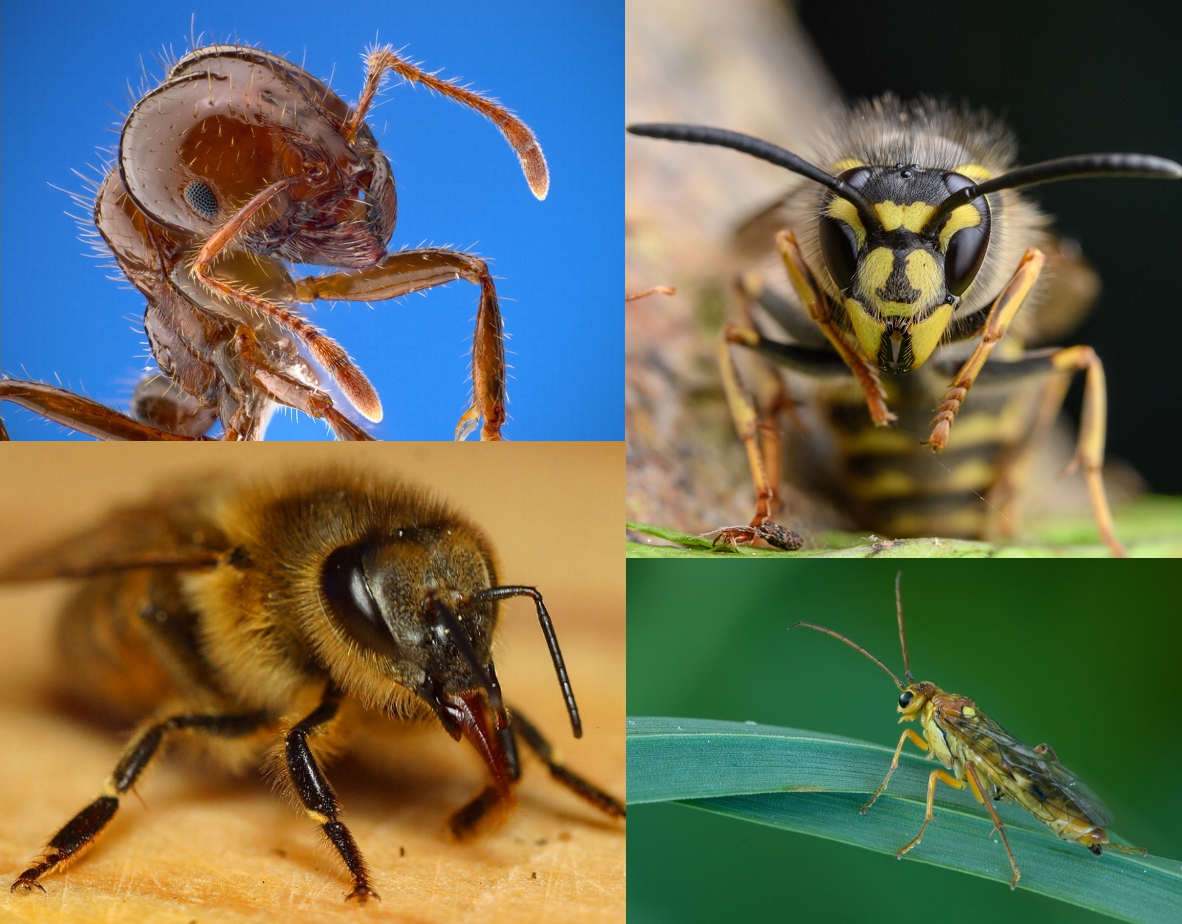
Некоторые представители перепончатокрылых.
Слева: красный огненный муравей, медоносная пчела;
Справа: оса обыкновенная, пилильщик Tenthredopsis sordida.

Систематика перепончатокрылых насекомых (отряд Hymenoptera). Один из крупнейших отрядов насекомых включает более 155 тыс. видов из 9100 родов. Их объединяют в 2 подотряда, 28 надсемейств, более 100 семейств (89 рецентных и 37 вымерших) (по другим данным, с учётом ещё неописанных таксонов — около 400 000 видов). В ископаемом состоянии перепончатокрылые известны с триаса.

## История

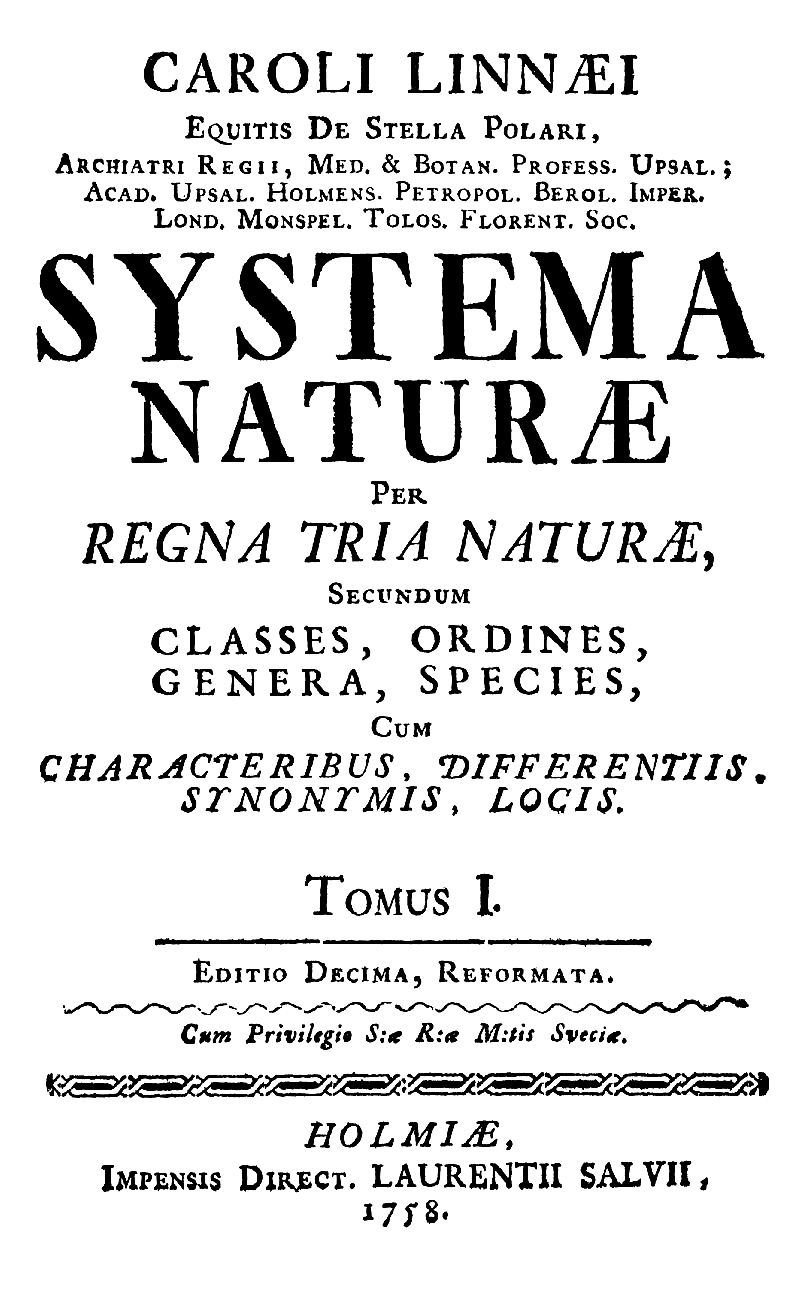
Титульный лист 10-го издания Системы природы

В 10-м издании «Системы природы» (1758 год) шведского натуралиста Карла Линнея насекомые с перепончатыми крыльями, включая пчёл, ос и муравьёв, были впервые объединены под названием Hymenoptera. В его системе было 8 родов:
1. Cynips (Орехотворки)
2. Tenthredo (Пилильщики)
3. Ichneumon (Наездники)
4. Sphex (Роющие осы)
5. Vespa (Шершни и настоящие осы)
6. Apis (Пчёлы)
7. Formica (Муравьи)
8. Mutilla (Осы-немки)

Традиционно перепончатокрылых делили согласно биологическому принципу на три подотряда: Symphyta (растительноядные, сидячебрюхие), Parasitica (паразитические наездники и яйцееды) и Aculeata (жалящие). Однако, последние две группы, объединяются в Apocrita (стебельчатобрюхие) из-за невозможности провести морфологическую границу между жалом и яйцекладом Parasitica.
В 1980-х годах с учётом ископаемых форм были выделены инфраотряды (Расницын, 1980, 1988): сидячебрюхие Xyelomorpha, Siricomorpha, Tenthredinomorpha, Orussomorpha; стебельчатобрюхие Evaniomorpha, Ichneumonomorpha, Ceraphronomorpha, Proctotrupomorpha, Stephanomorpha, Vespomorpha (все жалящие Aculeata).
- Xyelomorpha (Xyeloidea)
- Tenthredinomorpha (Tenthredinoidea, †Xyelotomidae)
- Siricomorpha (Anaxyeloidea, Cephoidea, †Sepulcidae, Pamphilioidea, †Xyelydidae, Siricoidea, †Protosiricidae, Xiphydrioidea)
- Orussomorpha (Orussoidea, †Karatavitidae, †Sinoryssidae)
- Evaniomorpha (Evanioidea, †Andreneliidae, †Praeaulacidae)
- Ichneumonomorpha (Ichneumonoidea, †Praeichneumonidae)
- Ceraphronomorpha (Ceraphronoidea, †Radiophronidae, †Stigmaphronidae, Megalyroidea, Trigonaloidea, †Maimetshidae)
- Proctotrupomorpha (Chalcidoidea, Cynipoidea, Diaprioidea, Mymarommatoidea, Platygastroidea, Proctotrupoidea, Serphitoidea)
- Stephanomorpha (Stephanoidea)
- Vespomorpha (Aculeata, муравьи, пчёлы, осы)

В 2012 году в результате филогенетического анализа морфологических и молекулярных признаков надсемейств перепончатокрылых показано (Sharkey et al., 2012), что Apocrita монофилетичная группа, сестринская с Orussoidea, а вместе они находятся внутри клады Siricoidea + [ Xiphydrioidea + (Orussoidea + Apocrita)]. Aculeata сестринская группа к монофилетичному надсемейству Evanioidea; Ichneumonoidea сестринская группа к монофилетичному инфраотряду Proctotrupomorpha (=Platygastroidea+Cynipoidea+Proctotrupoidea s.str. + Diaprioidea + Mymarommatoidea + Chalcidoidea); Platygastroidea сестринская группа к Cynipoidea, а вместе они сестринская группа к остальным Proctotrupomorpha; Proctotrupoidea s. str. признаны монофилетичными; Mymarommatoidea сестринская группа к Chalcidoidea; клада Mymarommatoidea + Chalcidoidea + Diaprioidea также монофилетична. Ceraphronoidea сестринская группа к Megalyroidea, которые вместе формируют сестринскую группу к [ Trigonaloidea (Aculeata + Evanioidea)]. Кроме парафилетической группы Vespoidea все остальные надсемейства внутри Aculeata признаны монофилетичными. Диаприиды подсемейства Ismarinae признаны в статусе семейства Ismaridae
.

## Число видов
Предполагаемое число современных видов перепончатокрылых оценивается примерно в 300 000 или 400 000 таксонов. В настоящее время описано более 155 тыс. видов из 9100 родов. Их объединяют в 2 подотряда, 28 надсемейств, более 100 семейств (89 рецентных и 37 вымерших). В Палеарктике ожидается 50—60 тыс. видов, в России — более 15 тыс. видов из более чем 1500 родов и 78 семейств.
Большая часть видов (90 %) относится к подотряду Apocrita (более 100 000), а меньшая (около 10 %) к подотряду Symphyta (8200 видов).
Крупнейшие по числу описанных видов надсемейства: Ichneumonoidea (более 30 000 видов), Apoidea (около 30 000 видов, вкл. 10 тыс. Sphecoidea), Chalcidoidea (более 20 000 видов), Vespoidea (около 20 000 видов), Formicoidea (более 14 000 видов).
Крупнейшие семейства: Ichneumonidae (более 20 000 видов), Formicidae (более 14 000 видов), Braconidae (более 11 000 видов), Crabronidae (около 7 000 видов),
Apidae (около 5 000 видов), Tenthredinidae (около 5 000 видов), Pompilidae (около 4900 видов), Vespidae (около 4500 видов), Mutillidae (около 4300 видов), Eulophidae (более 4200 видов).
Крупнейшие роды включают по 1000 и более видов: пчёлы Lasioglossum (1750 видов), Megachile (1560), Andrena (1500), муравьи Camponotus (1500), осы Cerceris (1000).

## Symphyta
Более 8200 видов, около 700 родов, в 14 современных и нескольких ископаемых семействах, 6 надсемейств. Вымершие семейства †Sinoryssidae (1 вид) и †Xyelydidae имеют неясное систематическое положение. Иногда Xyelidae включают в надсем. Pamphilioidea, а к надсем. Siricoidea относят Orussidae. С др. стороны, Расницын (Rasnitsyn, 2002) переносит сем. Orussidae в подотряд Apocrita, а сем. Diprionidae рассматривает в составе Tenthredinidae. Семейства †Ephialtitidae и †Karatavitidae, ранее включаемые в состав подотряда Symphyta, теперь относят к подотряду Apocrita.
Филогенетический анализ морфологических и молекулярных признаков надсемейств перепончатокрылых показал (Sharkey et al., 2012), что Xyeloidea монофилетичны, Cephoidea сестринская группа к кладе Siricoidea + [Xiphydrioidea + (Orussoidea + Apocrita)]; Anaxyelidae относятся к Siricoidea, и вместе они сестринская группа к кладе Xiphydrioidea + (Orussoidea + Apocrita); Orussoidea сестринская группа к Apocrita.
- Xyeloidea
  - Xyelidae

- Tenthredinoidea — более 7000 видов
  - Argidae
  - Blasticotomidae
  - Cimbicidae
  - Diprionidae — Хвойные пилильщики
  - †Electrotomidae — 1 вид
  - Pergidae
  - Tenthredinidae — Пилильщики настоящие (более 5500 видов)
  - †Xyelotomidae

- Pamphilioidea (Megalodontoidea)
  - Megalodontesidae — 1 род и около 40 видов (Megalodontes)
  - Pamphiliidae — Паутинные пилильщики (более 300 видов)
  - †Xyelydidae

- Cephoidea
  - Cephidae — Хлебные, или злаковые пилильщики
  - †Sepulcidae

- Siricoidea
  - Anaxyelidae
    - †Anaxyelinae
    - †Dolichostigmatinae
    - †Kempendajinae
    - Syntexinae

  - †Beipiaosiricidae
  - †Daohugoidae
  - †Gigasiricidae
  - Praesiricidae
  - †Protosiricidae — 1 вид
  - †Pseudosiricidae
  - †Sinosiricidae
  - Siricidae — Рогохвосты

- Orussoidea
  - Orussidae — более 85 видов
  - †Sinoryssidae
  - †Paroryssidae

- Xiphydrioidea
  - Xiphydriidae

- incertae sedis
  - Cratoenigma articulata

## Apocrita
Более 100 тыс. видов, 76 современных и около 20 ископаемых семейств, 20 надсемейств.
Изменения в систематику перепончатокрылых были внесены в 2008 году (Pilgrim et al., 2008), когда надсемейство Vespoidea было признано парафилетичным и поэтому инфраотряд Aculeata состоит из следующих 8 надсемейств: Apoidea (парафилетическая группа Ampulicidae — †Angarosphecidae — Crabronidae — Heterogynaidae — Sphecidae — incertae sedis и клада Anthophila: Andrenidae — Apidae — Colletidae — Halictidae — Megachilidae — Melittidae — †Paleomelittidae), Chrysidoidea (Bethylidae — Chrysididae — Dryinidae — Embolemidae — Plumariidae — Sclerogibbidae — Scolebythidae), Formicoidea, Pompiloidea (Mutillidae — Myrmosidae — Pompilidae — Sapygidae), Scolioidea (Bradynobaenidae — Scoliidae), Tiphioidea (Sierolomorphidae — Tiphiidae), Thynnoidea (Chyphotidae — Thynnidae) и Vespoidea (Rhopalosomatidae — Vespidae). При этом состав некоторых семейств изменился: Bradynobaenidae (Apterogyninae+Bradynobaeninae), Chyphotidae (Chyphotinae+Typhoctinae), Thynnidae (Anthoboscinae, Diamminae, Methochinae, Myzininae, Thynninae).
- Agaonidae
- Ampulicidae
- Andrenidae
- Apidae — Пчёлы настоящие, включая Anthophoridae (Nomadinae и Xylocopinae) и Ctenoplectridae
- Aphelinidae
- Armaniidae
- Aulacidae
- Austrocynipidae
- Austroniidae
- Bethylidae
- Braconidae — Бракониды, включая Aphidiinae
- Bradynobaenidae
- Ceraphronidae
- Chalcididae
- Chrysididae — Осы-блестянки
- Colletidae
- Crabronidae — Песочные осы
- Cynipidae — Орехотворки
- Dasypodaidae
- Diapriidae
- Dryinidae
- Embolemidae
- Eucharitidae
- Eulophidae
- Eupelmidae
- Eurytomidae
- Evaniidae
- Figitidae
- Formicidae — Муравьи
- Gasteruptiidae
- Halictidae
- Heloridae
- Heterogynaidae
- Ibaliidae
- Ichneumonidae — Ихневмониды, наездники
- Jurapriidae
- Leucospidae
- Liopteridae
- Maamingidae
- Maimetshidae
- Megachilidae
- Megalyridae
- Meganomiidae
- Megaspilidae
- Melittidae
- Mesoserphidae
- Monomachidae
- Mutillidae — Осы-немки
- Mymaridae
- Ormyridae
- Pelecinidae
- Peradeniidae
- Perilampidae
- Platygastridae
- Plumariidae
- Pompilidae — Дорожные осы. Синоним: Psammocharidae
- Proctorenyxidae
- Proctotrupidae
- Pteromalidae
- Rhopalosomatidae
- Roproniidae
- Rotoitidae
- Sapygidae
- Scelionidae
- Sclerogibbidae
- Scolebythidae
- Scoliidae
- Sierolomorphidae
- Signiphoridae
- Sphecidae — Роющие осы
- Stenotritidae
- Stephanidae
- Stigmaphronidae
- Tanaostigmatidae
- Tetracampidae
- Tiphiidae
- Torymidae
- Trichogrammatidae
- Trigonalidae
- Vanhorniidae
- Vespidae — Осы настоящие (Складчатокрылые осы, бумажные осы), включая Eumeninae, Masarinae, Polistinae

### Proctotrupomorpha
В 2020 году в ходе ревизии инфраотряда Proctotrupomorpha была проведена реклассификация некоторых паразитических надсемейств.
- клада Bipetiolarida Engel, 2005
  - Serphitoidea Brues, 1937
    - Serphitidae Brues, 1937 и Archaeoserphitidae Engel, 2016

  - Mymarommatoidea Debauche, 1948
    - Mymarommatidae Debauche, 1948, Gallorommatidae Gibson et al., 2007, Alavarommatidae Ortega-Blanco et al., 2011, Dipterommatidae Rasnitsyn et al., 2019[21]
- Chalcidoidea  Spinola, 1811
  - 23 семейства и плюс вымершее †Diversinitidae (Haas et al., 2018)[22]
- Diaprioidea Haliday, 1833
  - Diapriidae Haliday, 1833, Ismaridae  Thomson, 1858, Spathiopterigidae  Engel & Ortega-Blanco, 2013[23] (исключены Monomachidae Szepligeti, 1889 и Maamingidae Early et al., 2001)[24]
- Platygastroidea Haliday, 1833
  - Platygastridae Haliday, 1833, Scelionidae Haliday, 1839, Nixoniidae Masner, 1976, †Proterosceliopsidae Talamas et al., 2019[25]
- Proctotrupoidea
  - Mesoserphidae, Pelecinidae, Proctotrupidae (включая Vanhorniidae), Roproniidae (включая Proctorenixidae), Heloridae (включая Peradeniidae), Austroniidae, Monomachidae, Maamingidae

- incertae sedis (неясная позиция)
  - †Jurapriidae Rasnitsyn, 1983
  - †Chalscelionidae Rasnitsyn & Öhm-Kühnle, 2020[20]
    - †Chalscelio Rasnitsyn & Brothers, 2007[26]

  - †Trupochalcididae Kozlov in Rasnitsyn, 1975 (=†Cretacoformicidae  Rasnitsyn & Öhm-Kühnle, 2019, syn. nov.)[20]
    - †Trupochalcis  Kozlov in Rasnitsyn, 1975[27]
    - †Cretacoformica Jell & Duncan, 1986[28]